# マイケル・ウィデット
マイケル・ウィデット（Michael Whiddett、1981年1月10日 - ）は、「マッド・マイク」とも呼ばれるニュージーランドのレーシングドライバーである。
主にフォーミュラ・ドリフトを始めとするドリフト競技に参戦している。使用するマシンのほとんどはRX-7やRX-8、ロードスターなどのマツダ車であり、3ローター（20B）や4ローターなどのロータリーエンジンにエンジンを換装している。

## 来歴
2010年、2015年、2016年のシーズンにアメリカのフォーミュラ・ドリフトに出場し、2010年シーズンには「最も優れたドライバー」（Most Improved Driver）に選ばれた。また、フォーミュラ・ドリフト アジアとフォーミュラ・ドリフト ジャパンにも出場しており、後者では2018年にFD3S型RX-7を駆ってチャンピオンに輝いた。プロのドリフト競技選手権において、初めてマツダ車でチャンピオンを獲得したドライバーである。
また、オフロードレースにも出場しており、2015年にはカリフォルニア州で開催されるサンド・スポーツ・スーパーショー（Sand Sports Super Show）のスタジアム・スーパートラック・レースに参戦した。これは、同シリーズの創設者であるロビー・ゴードンとグッドウッド・フェスティバル・オブ・スピードで会った後に実現した。レースではE.J.ヴィソのNo.5のトラックを運転し、獲得したポイントはチャンピオンシップのヴィソのポイントとなった。レース1では2位からスタートして4位でフィニッシュしたが、ース2ではエンジンの問題でリタイアしている。進出した決勝レースは7位で終えた。
ドリフトドライバーとなる前はモトクロスにも参戦しており、ニュージーランドのプロジュニア85ccモトクロスチャンピオンシップで1997年に2位となっている。
スポンサーはレッドブルとMAZDA NZ、TOYO TIRE、ランボルギーニ、Hamptondowns、Rotiform、airlift performance、であり、レースに参戦する車両の全てにレッドブルのロゴマークが入る。

## 戦績

### 2018 –フォーミュラドリフトジャパンシリーズ
- シリーズ優勝[5]

### 2017 –フォーミュラドリフトジャパン
- 奥伊吹モーターパーク戦1位

### 2016 –フォーミュラドリフト
- シーズン3位

- ロングビーチトップ戦16
- オーランドスピードワールド戦トップ32
- アトランタ戦トップ16
- Autodrome Saint-Eustache戦25位（シーズン最低）
- モンロー戦トップ32
- テキサスモータースピードウェイ戦8位（シーズン最高位）
- アーウィンデール戦トップ16

### 2016 –フォーミュラドリフトジャパン
- エビスサーキット西コース戦1位
- 岡山国際サーキット戦9位

### 2015 –フォーミュラドリフト
- アトランタ戦トップ16
- オーランドスピードワールド戦トップ16
- モンロー戦14位（シーズン最低）
- テキサスモータースピードウェイ戦トップ16
- アーウィンデール戦5位（シーズン最高位）

### 2014 –フォーミュラドリフトアジア
- 富士スピードウェイ戦21位
- シドニーモータースポーツパーク戦9位

### 2013 –フォーミュラドリフトアジア
- カルダーパーク戦9位

### 2010 –フォーミュラドリフト
- アトランタ戦トップ32
- モンロー戦トップ32
- ラスベガス戦10位（シーズン最高位）
- ソノマ戦29位（シーズン最低）
- アーウィンデール戦トップ16

### 2009 –フォーミュラドリフトアジア
- タイトル獲得

- 2009年にワンダーワールドアミューズメントパーク戦1位
- 2009年にマレーシア農業博覧会公園戦3位

### 2009－D1NZチャンピオンシップ
- 全ラウンドで表彰台獲得[6]。

### 2009－NZ Drift Series
- タイトル獲得[6]。

## 競技用車両
マツダと強い関係があり、2007年にマツダ・RX-7でアメリカのアーウィンデール・スピードウェイで開催されたD1グランプリ・ワールドオールスター戦でデビューして以来、基本的にはマツダ車でドリフト競技に参戦している。
FURSTY RX-3(マツダ・サバンナワゴン)
D1GP登録名：TOYO TIRES × RedBull FURSTY RX-3
2024年のD1グランプリに参戦するために、かつて自身が所有していたサバンナワゴンを買い戻し製作。この車両は元々、10代の頃に参加していたニュージーランドで行われたバーンナウトの大会で用いられた車両で、FURSTY(喉が渇く)という車名を与え、普段使いやドリフトの練習にも使用されていたが、D1ワールドオールスター戦に参戦するためにFD3Sを購入する資金源として売却した。
自身の原点に立ち戻るために制作されたが、純正のリーフスプリングではドリフトに不向きのため、AE86用のストラット及びホーシングを流用。現在のドリフト競技車両には定番のシーケンシャルドグミッションやクイックチェンジデフなども搭載。さらにエンジンはノーマルとは大きく異なる13B×2の4ローターであり、NAながら約500馬力を発揮する。D1GPではターボが主流だが、NAに拘った理由は「NAのロータリーサウンドが好きだから」とのこと。
外装は一点物で製作されたロケットバニー製フルエアロを装備。破損した場合は再製作から行うため替えがきかないと語っている。また、フロントにはウィデットの拘りで純正グリルを装着しているが、冷却効率の向上のため肉抜き加工が施された。
当初は重ステながらハチロクのような軽快なドリフトが可能だろうと考えていたが、パワーやタイヤ性能が昔と今で大きく異なることをシェイクダウンで痛感し、マシン製作を担当したTCPマジックによりパワステ導入を勧められ、油圧のパワステポンプを導入した。
前後には、バーンナウト競技車両時代に取り付けられていたニュージーランドの希望ナンバープレート「FURSTY」が取り付けられている。複数のオーナーの手に渡りウィデットの元に戻ってきたサバンナだったが、ナンバープレートは10代当時のモノが受け継がれてきたのだと言う。
シーズン成績は、Rd.1・2 OKUIBUKI DRIFT、Rd.5・6 EBISU DRIFT、Rd.9・10 TOKYO DRIFTに参戦。いずれも単走予選落ち。
NIMBUL（ランボルギーニ・ウラカン）
リバティウォークのボディキットが特徴。最高出力は約900hp（912PS）。グッドウッド・フェスティバル・オブ・スピードにも登場している。
FURSTY（FD3S型RX-7）
キャリア初の国際イベント、アメリカのアーウィンデール・スピードウェイで開催されたD1グランプリ・ワールドオールスター戦にエントリーした際の車両。後に4ローター化され、MADBUL（後述）に名称変更された。
MADBUL（FD3S型RX-7）
4ローターのNAロータリーエンジンを搭載。後に外装の変更を受け、MADBUL 7.3に改名された。
MADBUL 7.3（FD3S型RX-7）
2017年、MADBULのフロント部分のデザインをRX-3仕様に変更。RX-7とRX-3を掛け合わせたデザインから「7.3」と名付けられた。エンジンは変わらずNAの4ローターを搭載し、エンジン本体及び周辺はPPREカスタムエンドプレート＆センタープレート、カスタムクロモリシャフト、バランスを最適化し軽量化したハイコンプレッション仕様の13B-MSPローター、ペリフェラルポート、EFI Hardwareスロットルボディ、3.5インチ・ステンレスエキゾーストシステム、ハルテック・エリートECUなどで武装。駆動系はHKSの6速シーケンシャルミッションやOS技研の1.5wayLSDを装着し、サスペンションとブレーキはKW Competition 3ウェイ・アジャスタブルコイルオーバーを主軸に、Megan Racingサスペンションアーム、ASD油圧式サイドブレーキで構成。ホイールは前後17インチのRotiform LHR 3ピース鍛造ホイール（フロント10J、リア12J）で、タイヤはNitto NT05を履く。外装はRocket Bunny x Mad Mike Motorsport BossボディキットとLexanウインドウを装着し、Mad Mike Motorsport仕様カラーリングを纏う。内装にはTakata Racingのシートとシートベルト、スパルコのステアリングホイール、ハルテックのRacepakディスプレイを採用。
BADBUL（RX-8）
エンジンは3ローター（20B）ターボで、MazdaPPRE20B3ローター、大型ブリッジポート、軽量ローター、クロスドリル加工済シャフト、ボッシュモータースポーツ044フューエルポンプ2個、高流入タイプインジェクター、Garrett GTX4508Rターボチャージャー、Turbosmartウエイストゲート、Turbosmartブローオフバルブ、Turbosmart燃圧レギュレーター、Turbosmartブーストコントローラー、3.5” ステンレスエキゾーストシステム、Haltech Elite ECUを搭載。駆動系はHolinger Engineering RD6SS 6速シーケンシャルギアボックス、ASD / Winters Performanceクイックチャージ・リアエンド、ASD LSD、The Driveshaft Shopアクスルを使用している。サスペンションとブレーキはKW Competition 3ウェイ・アジャスタブルコイルオーバー、Wisefabステアリングアングルキット、Megan Racingサスペンションアーム、Wilwood Performance ６ポット・フロントブレーキ、ASD 油圧式ハンドブレーキとなっている。ホイールとタイヤはフロント：18インチx 9.5J Rotiform NUEホイール＋Nitto NT05タイヤ、リア：18インチx11J Rotiform USFカスタム3ピース（ビードロック仕様）＋Nitto NT05タイヤである。外観はRocket Bunny x Mad Mike Motorsport Pandemワイドボディキット、Seibonカーボンファイバー製ドア＆ブートリッド、Rocket BunnyウイングLexanウインドウ、Mad Mike Motorsport仕様カラーリングを使用し、内装はマルチポイント式ロールケージ、Takata Racing x Mad Mike Motorsportシート、Takata Racing 6点式シートベルト、Haltech Racepakダッシュディスプレイである。800馬力。マツダ・RX-8 R3ベース。このマシンでは、ニュージーランドのD1NZチャンピオンシップ（2009シーズン）の全ラウンドで表彰台を獲得し、同年のNZ Drift Seriesタイトル奪取をしている。2010年のフォーミュラドリフトデビュー戦ではこの車両を使用している。またそれ以降も、BADBULは、Conquer the Cape（南アフリカ）、Red Bull Drift Shifters（リバプール）、ダカールの覇者KAMAZトラックとのBADBUL vs. KAMAZ（ロシア）など世界中のイベントやデモで使用された。2019年現在、使用されている個体は6代目である。
HUMBUL(FD3S型RX−7)
26Bクワッドローター、ツインターボエンジンを搭載｡
RADBUL(NC型MXｰ5)
26Bクワッド４ローター、2.6Lツインターボエンジンを搭載｡マツダ・MX-5(NC)ベース。
RADBUL
Gen2‐26Bクワッドローター（Mazda / PPRE 20B 3ローター、ペリフェラルポート、MoTeC 55mm スロットルボディ、Aeroflowフューエルシステム（アルコール燃料仕様）、Aeroflowライン＆フィッティング、Haltech Elite ECU、1/2インチ ステンレスエキゾースト）＋ツインターボエンジン搭載。駆動系はHolinger Engineering RD6-SS 6速シーケンシャルギアボックス、ASD / Winters Performanceクイックチャージ・リアエンド、ASD LSC、The Driveshaft Shopカーボンファイバー製プロペラシャフト＆ドライブシャフトとなる。サスペンションとブレーキはKW Competition 3ウェイ・アジャスタブルコイルオーバー、Wilwoodブレーキ、Mad Mike Motorsportステアリングキット、ASD油圧式ハンドブレーキ。ホイールとタイヤは、フロント：17インチx10.5J Rotiform LHR 、リア：17インチx12J Rotiform 3ピースホイール＋Nitto NT05タイヤ。外観はRocket Bunny x Mad Mike Motorsportボディキット、Rocket Bunny 3D GTウイング、Mad Mike Motorsport仕様カラーリング。内装はマルチポイント式ロールケージ、Takata Racing x Mad Mike Motorsportシート、Takata Racingシートベルト、Haltech Racepakダッシュディスプレイである。マツダ・MX‐5(ND)ベース。5年ぶりの米国シリーズ復帰となった2015シーズンのフォーミュラドリフトProチャンピオンシップ参戦用マシンとして作られた。1,200馬力。コンペでは投入直後から注目を浴びる存在となった。投入2年目となる2016シーズン、マイクはフォーミュラドリフト世界選手権で総合３位を獲得した。レッドブルのスポンサー10周年記念としてファンから募った新エンジンセットアップ案を取り入れてオーバーホールが行われている。『RADBUL Conquers Highlands』の撮影中、マイクは200km/h近くのスピードでクラッシュさせている。
MADCAB(ルーチェセダン)
1987年式のマツダ・ルーチェセダンをベースに、デフォルトの重いV6エンジンを軽量な13Bエンジン（大型ブリッジポート＆Garrett製大型ターボチャージャー付き）に換装。
RUMBAL(マツダ・B2000)
自然吸気の13Bツインローターエンジンを搭載｡マツダ・B2000ベース。元々、米国のLOORRS（Lucas Oil Off Road Racing Series）で使用されていたものを改造している。かつてはMazda RX-8 Renesisのエンジンが搭載されていたが、現在このオフロードマシンにはMADBULと同じく4ローターとなるペリフェラルポート仕様のPPRE 13Bエンジンに換装されている（ただし、エンジンサイズはMADBULの2倍）。グッドウッド・フェスティバル・オブ・スピードやニュージーランドのリードフット・フェスティバルなどにも登場している。エンジンはMazda / PPRE 13B、ペリフェラルポート、軽量ローター、EFI Hardwareスロットルボディ、Aeroflowフューエルシステム（アルコール燃料仕様）、Aeroflowライン＆フィッティング、Haltech Elite ECU。駆動系はMendeola MD4S-2D 4速トランスアクスル。サスペンションKingオフロード・レーシングショックホイールはビードロックホイール＋Toyo M/Tタイヤシャシーは鋼管フレームMazda REPU B2000＋Hybrid Lab FRPボディ。内装はHaltech Racepakダッシュディスプレイ、ASD油圧式ハンドブレーキ。
TROUBUL（マツダ・MAZDA3)
日本のTCPマジックが製作。4ローターロータリーエンジンを搭載し、ツインターボ仕様で約1200馬力を発生。ギャレット製のタービンとハルテック製のコンピューターで制御を行う。ホリンジャー製の6速シーケンシャルミッションを組合せている。サスペンションにKW製コンペティション、ホイールはレイズ製のボルクレーシング21Cを使用している。またリアウイングにはパンデム製エアロが使われる。2023年1月に鈴鹿サーキットで初走行を行った。 パイクスピーク・インターナショナル・ヒルクライムに参戦予定。